# ابوالفضل هروی
ابوالفضل احمدبن ابی سعد هروی (درگذشته بین ۳۸۰ و ۳۹۰ هجری قمری) ریاضی‌دان و ستاره‌شناس ایرانی بود. او معاصر ابوجعفر خازن خراسانی، ابو محمود خجندی و رکن الدوله دیلمی بوده‌است. بیرونی چندین بار در کتابهای خود از او نام برده است و در یک جا او را از افاضل متقدمان در فن صناعت نجوم نامیده و در جای دیگر او را در ریاضیات مورد اعتماد دانسته است. ابونصر عراق کتاب اصلاح کتاب مالاناوس او را مد نظر داشته و یک شکل از آن را در ضمن مقاله‌ای اصلاح کرده‌است. ابو نصر در مقدمه آن مقاله نوشته است:
«گمان می‌کردم که ماهانی پیش از آنکه اصلاح کتاب مانالاوس را به پایان برد درگذشته است. تا کتابی را که ابوالفضل هروی در اصلاح کتاب مانالاوس نوشته بود مطالعه کردم و دیدم که وی در مقدمه آن گفته است که جمعی از مهندسان خواستند این کتاب را اصلاح کنند و چون نتوانستند از ماهانی کمک خواستند و او مقاله اول و چند شکل مقاله دوم را اصلاح کرد تا به شکلی رسید که بیانش مشکل بود و دیگر کار را ادامه نداد.» نظرات ریاضیاتی و نجومی مورد توجه هم عصران وی بوده‌است.
بنا به نوشته بیرونی، هروی در سال‌های ۳۴۸ و ۳۴۹ در شهر ری و در سال ۳۷۱ در جرجان به رصد می‌پرداخته است. وی در بین سال‌های ۳۸۰ و ۳۹۰ در گذشته است.

## آثار
هروی کتابی به نام «اصلاح کتاب مانالاوس فی الاشکال الکریه» نوشت. کتاب منلاوس در سده سوم هجری به زبان عربی برگردانده شده بود. بعدها ماهانی تا شکل دهم از مقاله دوم آن ترجمه را اصلاح کرد. چون این کتاب در زمان هروی همچنان ناقص بود او از نو به اصلاح تمام آن پرداخت. از این کتاب چدن نسخه خطی باقی‌مانده است و ماکس کراوزه منتخبات مختصری از آن را در کتابی که دربارهٔ «اکرمانالاوس» نوشته به زبان آلمانی ترجمه کرده‌است و از جمله آن منتخبات مطلب زیر از مقدمه کتاب مانالاوس توسط هروی است:
«مدتی بود که می‌خواستم این کتاب را اصلاح کنم ولی اسباب آن فراهم نمی‌شد تا اینکه استاد ابوعلی محمدبن فضل مرا به اصلاح آن برانگیخت. آنگاه در آنچه ماهانی از آن کتاب اصلاح کرده بود تأمل کردم و چون دیدم در این کتاب خلل راه یافته است آنچه که از حیث لفظ و معنی و برهان اصلاحش لازم می‌نمود تصحیح کردم.»
هروی همچنین کتابی در نجوم به نام «المدخل الصاحبی» نوشته است که بیرونی در کتاب «تحدید نهایات الاماکن» مطلبی را از باب دهم از مقاله نخستین آن کتاب نقل کرده‌است.